# Barker-emelő

A Barker-emelő működése. Alul: lenyomott billentyű. A ciánkék szín a szélnyomás alatti részeket mutatja. A: játszószélláda; C: fúvó; 1: befújószelep; 2: kifújószelep

A Barker-emelő az orgonákban alkalmazott pneumatikus szerkezet, amely nagyméretű, sokregiszteres mechanikus traktúrájú orgonáknál megkönnyíti a billentyűk lenyomását. Nevét Charles Spackmann Barker Párizsban működő angol orgonaépítőről kapta, aki 1839-ben szabadalmaztatta az eszközt, de valójában David Hamilton Edinburghi orgonaépítő alkalmazta először 1835-ben.

## Működése
A billentyűzet fölött egy kis szélláda található, ami a sípszélládákhoz hasonlóan az orgonafújtatótól kapja a levegőellátást. E „játszószélláda” fölött egy sor kis fújtatószerű alkatrész, „fúvó” található, minden billentyű számára egy. A billentyűk egy-egy szelepet nyitnak, amitől felfúvódik az adott billentyűhöz tartozó fúvó, amely aztán mozgásba hozza a szokásos mechanikus traktúrát, lett légyen az csúszka-, rugós- vagy kúpládás rendszerű. A billentyű felengedésekor kinyílik egy kifújószelep, ami gyorsan kiüríti a fúvó levegőjét, hogy az azonnal visszaálljon alaphelyzetébe.
A Barker-emelő lényege, hogy a billentyűzet nem közvetlenül a sípokat megszólaltató, sokszor nagy méretű, nehézkesen mozgó szelepeket vezérli, hanem csak egyfajta pneumatikus „jelfogót”. Így a zenész kis erőkifejtéssel játszhat nagy orgonákon is; másfelől ez nagyfokú szabadságot ad az orgonaépítőnek abban, hogy a szélmennyiséget, a regiszterek számát, a sípok menzúráját kompromisszum nélkül úgy válassza meg, ahogy azt a művészi szempontok megkívánják.